# SK Berlare

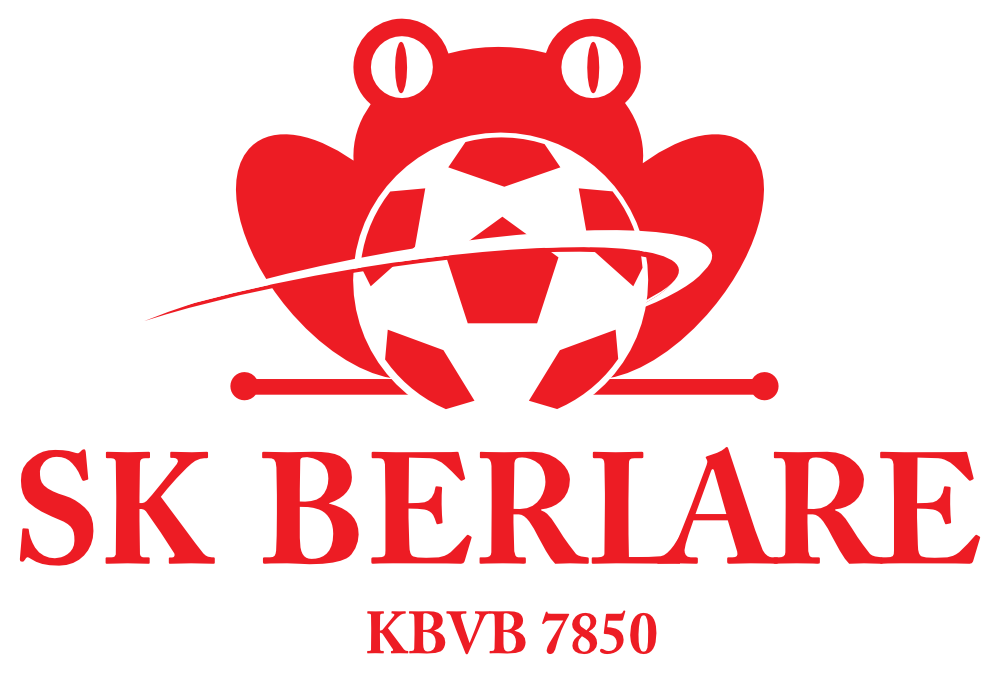

SK Berlare is een Belgische voetbalclub uit Berlare. De club is bij de Belgische Voetbalbond aangesloten met het stamnummer 7850 en heeft rood-wit als clubkleuren. 

## Geschiedenis
Halverwege de jaren 30 werd in Berlare voetbalclub Hoger Op opgericht, dat speelde in het Vlaams Katholiek Sportverbond. In 1944 sloot de club zich als FC Berlare aan bij de Belgische Voetbalbond. De club was al gauw succesvol en promoveerde naar de hoogste provinciale reeks. De volgende decennia kende deze club afwisselend successen in de provinciale reeksen.
Eind jaren 60 kwam er een ook jeugdploeg; men speelde zelfs kampioen met de knapen. Om iets te doen aan de karige middelen, organiseerde een deel van de jeugdploeg samen met Volleyclub Thunderballs Berlare een tombola, en trok een zaterdag van deur tot deur, tegen de wil van de voorzitter in. Van de voorzitter mocht men verder voetballen, op voorwaarde dat het ingezameld geld werd ingeleverd. De spelers weigerden en werden geschorst door de club. De geschorste spelers richtten echter SK Berlare op, en gingen spelen bij het Katholiek Sportverbond. Men koos rood en wit als kleuren, waarbij het rood stond voor de opstand tegen het beleid van FC Berlare.
Na twee jaar zocht men opnieuw contact met de oude club met de vraag de geschorste spelers vrij te geven, zodat ze terug konden keren naar de KBVB. FC Berlare was ondertussen omwille van onteigeningen verhuisd naar Overmere en speelde in Eerste Provinciale. Men kwam tot een akkoord, en begin jaren 70 maakte SK Berlare zo de overstap naar de Belgisch Voetbalbond. Men kreeg stamnummer 7850 toegekend en ging van start in Vierde Provinciale. SK Berlare groeide uiteindelijk uit tot de eerste en enige club in het centrum van Berlare.
De club klom geleidelijk aan op naar de hoogste provinciale reeksen. In 2008 dwong men een plaatsje af in de provinciale eindronde. SK Berlare won die, en promoveerde zo dat jaar voor het eerst in zijn bestaan naar de nationale Vierde Klasse. Momenteel bevinden de puiten zich in eerste provinciale. 

## Resultaten
| Seizoen | Klasse | Klasse | Klasse | Klasse | Klasse | Klasse | Klasse | Reeks                                                    | Punten                                                   | Opmerkingen                                                                             |
|         | I      | I      | II     | III    | IV     | P.I    | P.II   |                                                          |                                                          |                                                                                         |
| ------- | ------ | ------ | ------ | ------ | ------ | ------ | ------ | -------------------------------------------------------- | -------------------------------------------------------- | --------------------------------------------------------------------------------------- |
| 2007/08 |        |        |        |        |        | 3      |        | Eerste prov. O-Vl.                                       | 57                                                       | Promotie na winst in eindronde                                                          |
| 2008/09 |        |        |        |        | 10     |        |        | Vierde klasse B                                          | 40                                                       |                                                                                         |
| 2009/10 |        |        |        |        | 6      |        |        | Vierde klasse A                                          | 43                                                       |                                                                                         |
| 2010/11 |        |        |        |        | 13     |        |        | Vierde klasse B                                          | 38                                                       | Redding na winst in eindronde tegen JS Taminoise                                        |
| 2011/12 |        |        |        |        | 4      |        |        | Vierde klasse A                                          | 51                                                       | Verlies in eindronde voor promotie tegen RW Walhain CG                                  |
| 2012/13 |        |        |        |        | 10     |        |        | Vierde klasse A                                          | 41                                                       |                                                                                         |
| 2013/14 |        |        |        |        | 11     |        |        | Vierde klasse B                                          | 38                                                       |                                                                                         |
| 2014/15 |        |        |        |        | 11     |        |        | Vierde klasse B                                          | 34                                                       |                                                                                         |
| 2015/16 |        |        |        |        | 5      |        |        | Vierde klasse B                                          | 51                                                       |                                                                                         |
|         | 1A     | 1B     | 1Am    | 2Am    | 3Am    | P.I    | P.II   | Vanaf 2016-17 zijn er 3 nationale en 2 regionale niveaus | Vanaf 2016-17 zijn er 3 nationale en 2 regionale niveaus | Vanaf 2016-17 zijn er 3 nationale en 2 regionale niveaus                                |
| 2016/17 |        |        |        |        | 14     |        |        | Derde klasse Am.                                         | 30                                                       |                                                                                         |
| 2017/18 |        |        |        |        |        | 13     |        | Eerste prov. O-Vl.                                       | 38                                                       | degradatie naar 2de Provinciale O-Vl.                                                   |
| 2018/19 |        |        |        |        |        |        | 4      | 2de prov. O-Vl.                                          | 51                                                       | verliezend finalist tegen Haasdonk (2-0) Maar toch gepromoveerd naar eerste provinciale |
| 2019/20 |        |        |        |        |        | 13     |        | Eerste prov. O-Vl.                                       | 28                                                       |                                                                                         |
| 2020/21 |        |        |        |        |        | -      |        | Eerste prov. O-Vl.                                       | -                                                        | Competitie geschrapt wegens Covid-19                                                    |
| 2021/22 |        |        |        |        |        | 10     |        | Eerste prov. O-Vl.                                       | 34                                                       |                                                                                         |
| 2022/23 |        |        |        |        |        | 11     |        | Eerste prov. O-Vl.                                       | 39                                                       |                                                                                         |
| 2023/24 |        |        |        |        |        | 5      |        | Eerste prov. O-Vl.                                       | 47                                                       |                                                                                         |
| 2024/25 |        |        |        |        |        | 1      |        | Eerste prov. O-Vl.                                       | 59                                                       | Kampioen                                                                                |
| 2025/26 |        |        |        |        |        |        |        | Derde afdeling VV A                                      |                                                          |                                                                                         |

## Bekende (ex-)spelers
- Herman Brusselmans[1]
- Tjörven De Brul (2009 - 2011)
- Henri Munyaneza (2013-)[2]
- Aster Nzeyimana
- Koen Schockaert (2009 - 2011)
- Yves Van Der Straeten
- Guy Veldeman (2012-)
- Xavier Deschacht
- Pieter Merlier (2018-)
- Dieter Van Tornhout (2019 - 2020)

## Bekende (ex-)trainers
- Angelo Nijskens (2015 - 2017)
- Leo Van Der Elst (2007 - 2009)
- Yves Van Der Straeten (2009 - 2014)
- Tjörven De Brul (2019 - 2021)